# Termas de Caracala

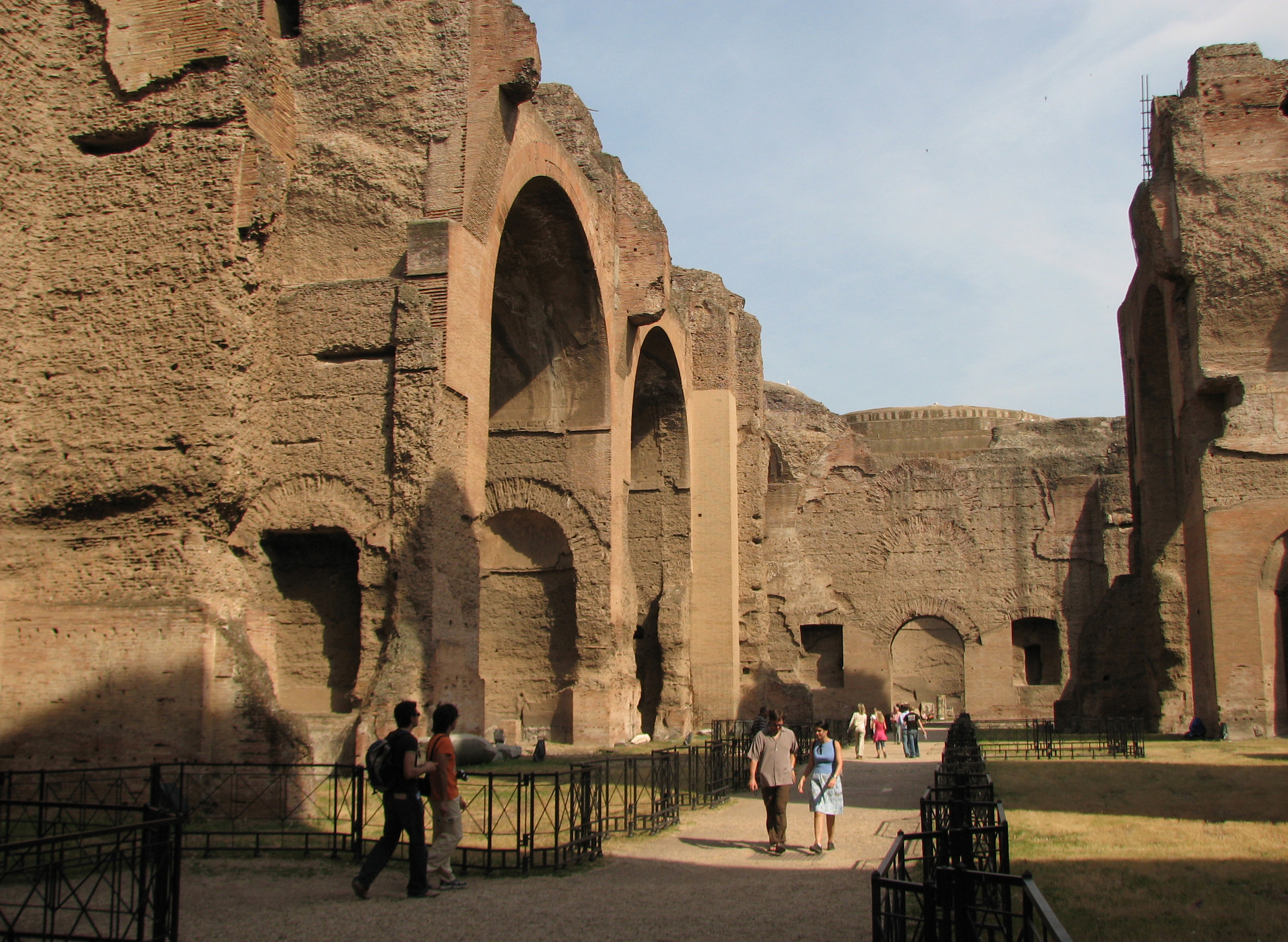
Outra vista das termas.

Termas de Caracala (em latim: Thermae Caracallae), conhecidas também como Termas Antoninas (em latim: Thermae Antoninianae), era o segundo maior complexo de banhos públicos ("termas") de Roma, provavelmente construído entre 211/212 e 216/217, durante o reinado dos imperadores Sétimo Severo e Caracala. O local permaneceu em uso até a década de 530, quando foi abandonado e se arruinou.
Elas serviram de inspiração para muitos outros edifícios notáveis, incluindo as Termas de Diocleciano, a Basílica de Maxêncio, a Pennsylvania Station original, em Nova Iorque (demolida em 1963), e a Union Station em Chicago. Obras de arte recuperadas nas ruínas incluem algumas das mais famosas esculturas romanas, incluindo o Touro Farnésio e o Hércules Farnésio.

## História

### Construção (216–235)
A construção do complexo foi provavelmente iniciada pelo imperador Sétimo Severo e completada durante o reinado de seu filho Caracala; as termas foram inauguradas em 216. O local escolhido ficava na região sul da cidade, a antiga Regio XII Piscina Publica nas subdivisões augustanas, onde membros da família severiana encomendaram a construção de outras obras, incluindo a Via Nova, que levava até as termas, e o Septizódio, no sopé do Palatino:7.
Considerando que a obra estava completa ainda durante o reinado de Caracala, os trabalhadores tiveram que movimentar 2 000 toneladas de material todos os dias por seis anos. A decoração do edifício continuou durante os reinados dos sucessores de Caracala, Heliogábalo e Alexandre Severo, e as obras de fato só terminaram em 235. Renovações posteriores foram realizadas por Aureliano (depois de um incêndio) e Diocleciano. Na época de Constantino, o caldário foi modificado:7–8.
O edifício todo era aquecido por um hipocausto, um sistema subterrâneo movido a carvão e lenha que ferve água recebida do aqueduto (Água Antoniniana) e espalha o vapor por tubulações escondidas. A entrada era livre e gratuita para todos os cidadãos romanos.

### Do século V à destruição no século IX
As Termas de Caracala ainda estavam em funcionamento no século V, quando foram consideradas uma das sete maravilhas de Roma. Olimpiodoro de Tebas menciona que ele tinha capacidade para receber 1 600 pessoas, um número que provavelmente era uma referência ao número máximo de visitantes simultâneos, pois acredita-se que a capacidade diária era de 6 000 a 8 000 pessoas:8.
Em 537, durante a Guerra Gótica, Vitige, o rei dos ostrogodos, cercou Roma e interrompeu o abastecimento de água da cidade. Sem água, as termas foram abandonadas logo em seguida. Muito distante da área que ainda era habitada em Roma na época, entre os séculos VI ou VII o local aparentemente passou a receber sepultamentos dos peregrinos que morriam depois de receberem cuidados no vizinho xenodóquio (em latim: xenodochium) de Santi Nereo e Achilleo. Alguns túmulos simples desta época foram escavados no local:8–9.
Os papas Adriano I, Sérgio II e Nicolau I possivelmente realizaram obras na Água Antoniniana durante o século IX:9. Finalmente, o terremoto de 847 destruiu a maior parte do edifício e muitos outros edifícios em Roma.

### Século XII ao século XIX
Pelo menos desde o século XII as ruínas das termas passaram a ser utilizadas como fonte de materiais de construção e peças decorativas para serem utilizadas em igrejas e palácios, como a Catedral de Pisa e Santa Maria in Trastevere):9.
No século XIV, a área foi ocupada por vinhedos e jardins. Em meados do século XVI, o papa Paulo III ordenou escavações na área durante a construção de sua nova villa. Em 1545-1547, muitas grandes estátuas, de mármore e bronze, foram recuperadas no local. Mais tarde, ainda no mesmo século, o papa entregou a área ao seminário romano dos jesuítas, que o utilizou como playground para crianças. São Filipe Néri possivelmente visitou o local com as crianças de seu oratório: acredita-se que tenha sido ele a encomendar o afresco "Madona suportada por um Anjo" ainda in situ no natatio:10–2.
Entre os séculos XVI e XVIII, o interesse pelo local reaqueceu e diversos arquitetos famosos fizeram desenhos das ruínas (Andrea Palladio, Giovanni Battista Falda, Giambattista Nolli e Giuliano da Sangallo):12. O aqueduto que servia às termas, conhecido como Água Antoniniana, um ramo da mais antiga Água Márcia, ainda estava em uso no século XIX.

### Período moderno
Em 1824, novas escavações no local foram conduzidas pelo conde Egidio di Velo, que encontrou, entre outros artefatos, os mosaicos de atletas atualmente nos Museus Vaticanos. Luigi Canina continuou as escavações na área do frigidário (até meados do século) e depois assumiu Battista Guidi (1860-1867):12. Entre 1866 e 1869, obras de restauro na parte central do complexo descobriram um torso de uma estátua de Hércules, colunas de pórfiro e capitéis decorados. Em 1870, a área se tornou propriedade do governo italiano e Pietro Rosa escavou a palestra oriental. Em 1878-1879, Giuseppe Fiorelli descobriu mosaicos no caldário e na palestra ocidental:14.
A partir do século XX, as escavações se expandiram para as áreas externas do complexo e para o subterrâneo, revelando passagens subterrâneas e o chamado Mitreu das Termas de Caracala. Obras sistemáticas nas galerias, iniciadas nos séculos XVIII e XIX, recomeçaram depois de 1901. Mais obras foram realizadas no lado oriental na década de 1930, quando um palco de ópera foi instalado no caldário. Com exceção de alguns rascunhos, nenhuma documentação a respeito destas restaurações sobreviveu:14. Na década de 1980, a densa vegetação que cobria parte do local e casas construídas ilegalmente foram removidas. O muro sul, com suas cisternas, a biblioteca sul e uma sala octogonal conhecida como "Templo de Júpiter" foram restaurados. Em 1988/1989, o palco de ópera foi desmontado e diversas facilidades para apoio ao turista foram acrescentadas, como painéis informativos e recursos áudio-visuais. O local foi finalmente reaberto para visitação em 2001:14.
As Termas de Caracala foram o único sítio arqueológico a ser danificado pelo terremoto perto de L'Aquila em 2009. Em 2016, novos danos menores foram provados pelo terremoto na Itália central.

## Descrição

### Visão geral
O complexo das termas cobria uma área de aproximadamente 25 hectares de formato retangular, com 337 metros de comprimento por 328 metros de largura. Sua construção envolveu a remoção de um substancial volume de terra, pois partes das colinas vizinhas tiveram que ser removidas ou niveladas. Muitos milhões de tijolos foram utilizados na construção. Além disso, o edifício contava com pelo menos 252 colunas, dezesseis das quais com mais de doze metros de altura:19.
A água chegava até as termas pelo recém-construído aqueduto Água Nova Antoniniana (em latim: Acqua nova Antoniniana), uma ramificação da Água Márcia, maior e mais antiga. O trajeto exato do aqueduto é desconhecido e somente uns poucos segmentos foram descobertos. Ele desembocava no lado sul do complexo em dezoito grandes cisternas. Estas, por sua vez, estavam conectadas por canos de chumbo às termas:20–1.
A planta seguia o plano geral das chamadas "grandes termas imperiais", mas as Termas de Caracala eram mais um centro de relaxamento do que apenas banho público. Além de ser utilizado para banhos, o complexo também oferecia locais para caminhadas, leituras, exercícios físicos e cuidados corporais. O edifício principal ficava no centro, sem ligação com os muros exteriores e abrigava as cisternas, duas bibliotecas simétricas (sul), duas grandes êxedras (leste e oeste) e tabernas (norte). O edifício media 214 por 110 metros e sua altura medida até o ponto mais alto do teto era de 44 metros, cobrindo uma área de 2,63 hectares. A biblioteca sobrevivente mede 38 por 22 metros. Entre o muro exterior e o edifício central havia jardins:25–7.
O eixo das termas estava disposto numa direção nordeste-sudoeste para aproveitar bem o calor do sol. O caldário estava de frente para o sudoeste e o frigidário, para o nordeste. De forma geral, os recintos dedicados ao banho estavam dispostos num eixo linear, mas os trocadores e as palestras se localizavam simetricamente em ambos os lados do edifício, o que permitia um acesso mais fácil e facilitava também o fluxo de pessoas entrando e saindo da área aquecida, o que aumentava a capacidade total de usuários simultâneos:22, cerca de 1 600.

### Interior
As Termas de Caracala foram a segunda a abrigarem uma biblioteca pública e, como as demais bibliotecas de Roma, havia dois recintos distintos e de igual tamanho para abrigar as obras, uma para os textos em grego e outra para os em latim. A sobrevivente tinha três paredes cobertas por nichos (um total de 32) que abrigavam os textos. Um nicho maior, no meio da parede sul, abrigava uma estátua. Uma bancada em cantaria diante das três outras paredes provavelmente eram os bancos. O piso era de mármore:26–7.
O edifício inteiro estava localizado sobre uma plataforma elevada com seis metros de altura para permitir a criação de espaços de armazenamento e para as fornalhas do hipocausto.
Os banhos eram formados por um frigidário (sala fria) central medindo 58 por 24 metros coberto por três abóbadas de aresta a 32,9 metros de altura, um tepidário (sala morna) e um caldário (sala quente) circular com 35 metros de diâmetro. Completavam o circuito duas palestras (ginásios onde se praticavam a luta e o pancrácio). A extremidade nordeste dos banhos abrigavam ainda um natatio (uma piscina para natação). O caldário tinha sete piscinas, o frigidário, quatro, e o tepidário, duas. Perto do caldário havia também saunas (laconica):28.

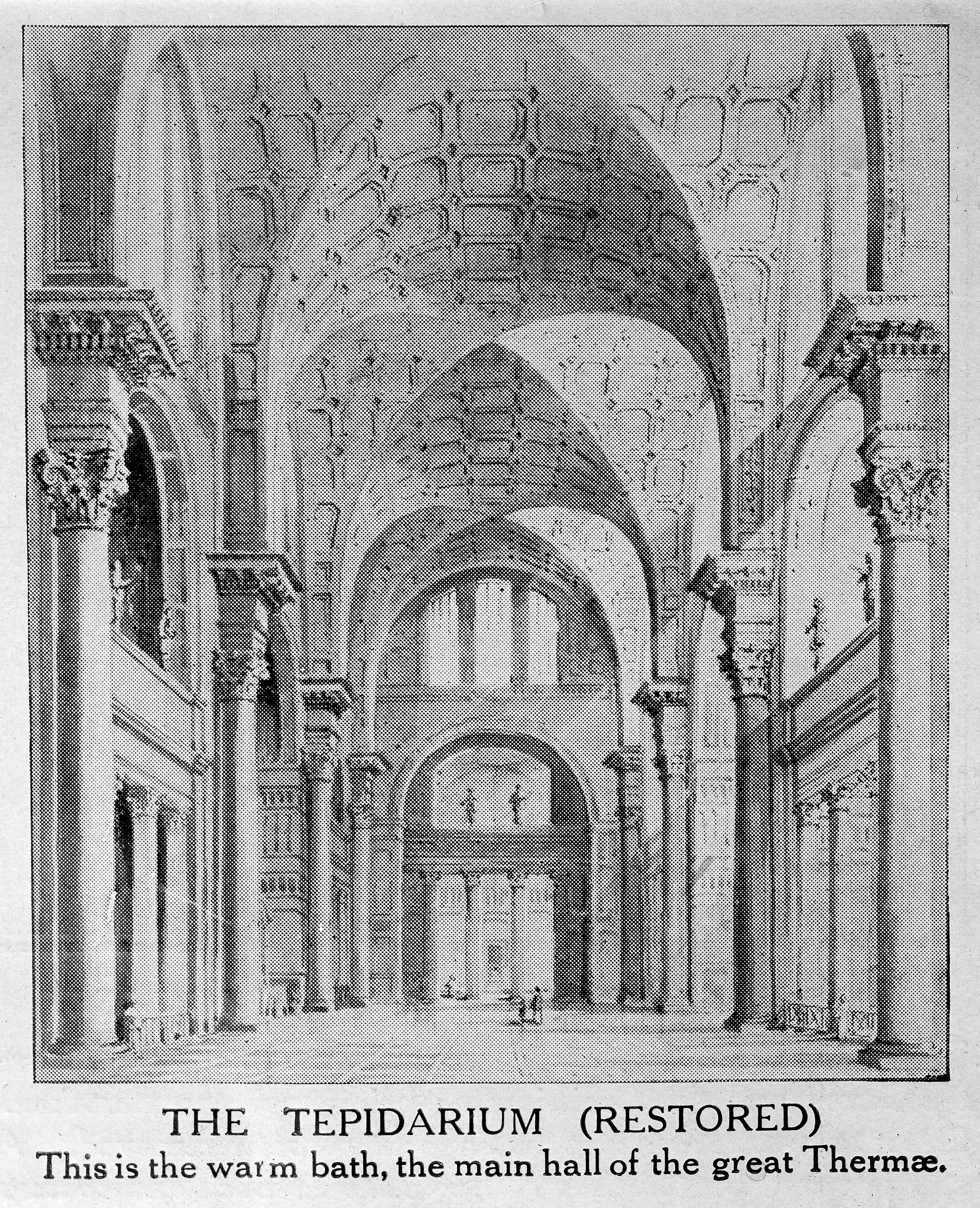
Reconstrução do tepidário.

A sala central era o frigidário, cujo teto, bastante alto, era suportado por oito colunas gigantes de mármore egípcio. Paredes e o piso eram de mármore. Este ambiente servia para dois fins: era um ponto de encontro e uma área de transição entre os demais ambientes das termas. Ela abrigava também quatro piscinas frias, duas das quais estavam ligadas ao tepidário e as outras duas, ao natatio através de quedas d'água. No meio do frigidário havia outra piscina circular (atualmente no Museu Arqueológico de Nápoles) com uma fonte no meio e flanqueada por duas outras piscinas de tijolos:30–1.
O caldário era uma sala circular com piso de mármore e encimado por uma cúpula de quase 36 metros de diâmetro, um pouco menor que a do Panteão. O peso desta cúpula era suportado por apenas oito pilares de cantaria. Entre eles ficavam janelas de vidro que ajudavam a aquecer o recinto e reduzir o peso das paredes. Suas sete piscinas mediam  9,5 por 5 metros e 1 metro de profundidade, das quais apenas seis sobreviveram. A sétima foi substituída por uma pequena abside durante a restauração de Constantino:32–3.
A piscina do natatio media 50 por 22 metros e a sala tinha mais de 20 metros de altura. A fachada norte estava estruturada em torno de três gigantescas colunas de granito cinza, entre as quais havia nichos em diversos níveis abrigando estátuas ornamentais:33. Esse ambiente era a céu aberto e contava com espelhos de bronze para redirecionar a luz do sol diretamente para a piscina.

### Ambientes subterrâneos
Descoberto em 1912, por Ettore Ghislanzoni, o Mitreu das Termas de Caracala é considerado o maior mitreu conhecido, um espaço dedicado ao deus Mitra, bastante popular entre os militares e a população mais pobre de Roma. O mitreu tinha aproximadamente 23 metros de comprimento por 10 metros de largura e era coberto por uma abóbada de aresta. A data exata de sua construção pode ser delimitada por dois eventos principais associados às termas: ele foi criado depois que o complexo foi completado (217) e provavelmente já não estava mais em uso quando o complexo foi abandonado na década de 530.
O piso da sala principal estava coberto por um mosaico preto-e-branco e havia bancos ao longo das paredes. Um afresco retratando o próprio Mitra (ou um de seus tocheiros) ainda decora a parede oeste. A única outra ornamentação era um bloco de mármore rudemente esculpido na forma de uma serpente. No piso, perto da entrada, um fosso circular estava coberto por uma laje de mármore e com uma bacia de terracota contendo restos de espigas de trigo. Um buraco retangular no piso dá acesso a um pequeno túnel que corre por baixo do centro do salão principal até uma outra sala com a entrada/saída com uma escadaria. Esta característica, única num mitreu, tem sido tema de controvérsia. A maior parte dos acadêmicos entende que era a fossa sanguinis, um fosso ritual no qual o touro, um tema central nos mistérios mitraicos, era sacrificado para permitir que um ou mais fieis se banhassem em seu sangue. Outros acreditam que ele era utilizado como uma espécie de alçapão que permitia que uma pessoa aparecesse de surpresa na sala:40–3.
Numa sala vizinha, uma estátua de Afrodite Anadiomene foi encontrada em 1912 e está hoje no Museo Nazionale delle Terme, nas Termas de Diocleciano:41,43.
Além do mitreu, os túneis subterrâneos serviam para aquecer os banhos e como escoamento da água. Ali também era armazenado o combustível para as fornalhas do hipocausto — estima-se que cerca de dez toneladas de madeira por dia. A capacidade total era de mais de 2 000 toneladas de madeira:25. No total, os túneis medem centenas de metros correndo abaixo da estrutura principal e eram iluminados por janelas do tipo claraboias:39.
Uma moenda subterrânea também foi escava em 1912. Primeiro se acreditou que ela fosse de origem medieval, mas hoje sabe-se que é mais antiga e é possível que ela tenha sido parte do complexo. Restos de dano por fogo indicam que ela foi incendiada no século III e reconstruída depois com algumas alterações:40.

### Dimensões

#### Dimensões principais
- Total do complexo:                       412 x 393 metros
- Dimensão interna:                        337 x 328 metros
- Bloco central total:                     214 x 110 metros
- Natatio (piscina):                   54 x 23 metros
- Frigidário:                              59 x 24 metros, altura de 41 metros
- Caldário:                                35 metros de diâmetro, altura de 44 metros
- Pátios internos:                         67 x 29 metros

#### Quantidade de materiais
- Cimento (Pozzolana):            341 000 m3
- Cal viva:                           35 000 m3
- Tufo:                   341 000 m3
- Basalto (fundação):                 150 000 m3
- Tijolos no revestimento:                17,5 milhões
- Tijolos maiores:                        520 000
- Colunas de mármore:                  252
- Mármore nas colunas e decoração:        6 300 m3

#### Estimativa de mão-de-obra
- Escavações:                             5 200 homens
- Estruturas:                             9 500 homens
- Edifício central:                       4 500 homens
- Decoração:                              1 800 homens

As colunas de 12 metros do frigidário eram de granito cinza e pesavam cerca de 100 toneladas cada uma.

## Obras de arte
As Termas de Caracala estavam originalmente decoradas com esculturas de alta qualidade, provavelmente cerca de 120. Apesar de sua localização em uma das regiões da classe trabalhadora de Roma, de todas as antigas termas de Roma, sabe-se que as Termas de Caracala abrigavam a mais luxuosa coleção de estátuas. Apesar de muitas terem sido destruídas na Idade Média para a fabricação de cal, a partir do século XVI, sob o comando do papa Paulo III Farnésio, as esculturas recuperadas no local passaram a ser restauradas para decorar seu recém-construído palácio em Roma, o Palazzo Farnese:47,51.
Entre as peças mais conhecidas recuperadas no local estão o "Touro Farnésio" (que provavelmente decorava a palestra oriental) e o "Hércules Farnésio" (no frigidário), muitas atualmente no Museu Arqueológico de Nápoles e outras no Museo di Capodimonte, também em Nápoles. Uma outra é uma estátua colossal de Asclépio com 4 metros de altura:47–8.
Duas grandes banheiras de granito do frigidário foram levadas para a Piazza Farnese onde ainda hoje fazem parte das fontes da Piazza Farnese, obras de Girolamo Rainaldi. Uma coluna de granito do natatio foi levada para Florença por Cosme I de Médici, grão-duque da Toscana, e colocada na Piazza Santa Trinità. Ela é conhecida hoje como "Coluna da Justiça":51.

## Utilização e visitação
O caldário foi o palco principal da Ópera de Roma entre 1937 e 1993. Em 2001, o local passou a ser novamente reutilizado como palco de ópera, mas desta vez com o uso de uma estrutura desmontável fora da estrutura principal, o que reduz o stress provocado à estrutura:14. Ali também são realizados alguns concertos, o mais famoso dele o dos Três Tenores em 1990.
As Termas de Caracala serviram também de pista para o Grand Prix de Roma por quatro vezes entre 1947 e 1951.
Nos Jogos Olímpicos de 1960, os eventos de ginástica foram realizados ali.
Atualmente, as ruínas são um dos pontos turísticos mais visitados de Roma e o acesso é livre. Contudo, o acesso é limitado a certas áreas para evitar danos aos pisos em mosaico.

## Impacto cultural
As Termas de Caracala (e especialmente o frigidário central) teve um importante impacto na arquitetura de diversos edifícios posteriores. Na época romana, as Termas de Diocleciano e a Basílica de Maxêncio:32. No século XIX e início do século XX, o design das termas serviu de inspiração para diversas estruturas modernas, incluindo o Saint George's Hall, em Liverpool, a Pennsylvania Station original, em Nova Iorque, e Union Station, em Chicago. Estas duas últimas são cópias diretas da arquitetura do frigidário:32.